# Jonastal (Naturschutzgebiet)
Das Naturschutzgebiet Jonastal liegt im Landkreis Gotha und im Ilm-Kreis in Thüringen. Das größte Naturschutzgebiet im Landkreis Gotha erstreckt sich nördlich und nordöstlich von Gossel, einem Ortsteil der Landgemeinde Geratal, zwischen Crawinkel im Südwesten und Arnstadt im Nordosten entlang der Kreisstraße 10. Nördlich des Gebietes verläuft die Landesstraße 1045, östlich erstreckt sich das 58 ha große Naturschutzgebiet Gottesholz, verläuft die L 3004 und fließt die Gera. 

## Bedeutung
Das 714,1 ha große Gebiet mit der NSG-Nr. 391 wurde im Jahr 2013 unter Naturschutz gestellt. 